# Långtjärnen (Norsjö socken, Västerbotten, 720858-169192)
Långtjärnen är en sjö i Norsjö kommun i Västerbotten och ingår i Skellefteälvens huvudavrinningsområde. Sjön har en area på 0,0981 kvadratkilometer och ligger 220 meter över havet.

## Delavrinningsområde
Långtjärnen ingår i det delavrinningsområde (720855-169247) som SMHI kallar för Utloppet av Braxträsket. Medelhöjden är 222 meter över havet och ytan är 8,65 kvadratkilometer. Räknas de 33 avrinningsområdena uppströms in blir den ackumulerade arean 233,26 kvadratkilometer. Karsbäcken som avvattnar avrinningsområdet har biflödesordning 2, vilket innebär att vattnet flödar genom totalt 2 vattendrag innan det når havet efter 79 kilometer. Avrinningsområdet består mestadels av skog (40 procent) och sankmarker (42 procent). Avrinningsområdet har 1,08 kvadratkilometer vattenytor vilket ger det en sjöprocent på 12,5 procent.